# Gare d'Etobicoke North
La gare d'Etobicoke North est une gare de trains de banlieue à Rexdale, un quartier dans le nord-ouest de Toronto en Ontario. La gare est desservie par des trains de banlieue de la ligne Kitchener. La gare est située sur Kipling Avenue, juste au nord de Belfield Road, à proximité de l'échangeur autoroutier entre les autoroutes 401 et 409.

## Situation ferroviaire
La gare est située à la borne 11 milles (17,7 km) de la subdivision Weston de Metrolinx, entre les gares de Weston et Malton.
Après avoir viré au nord-ouest depuis la gare de Weston, la subdivision Weston s'élève au-dessus de Weston Road et continue jusqu'à un grand pont (élargi pour accueillir des voies supplémentaires) au-dessus de la rivière Humber. Ensuite, c'est vers les blocs industriels du nord d'Etobicoke. Moins de travaux ont été nécessaires ici pour bonifier le service ferroviaire, car les propriétés ont été éloignées de la voie ferrée et les ponts sur Islington et Kipling étaient plus prêts à supporter les voies supplémentaires. À Kipling, les trains s'arrêtent à la gare d'Etobicoke North, nichée dans une niche formée par l'échangeur autoroutier 401 - 409. Une petite cour industrielle au nord de la gare, l'une des rares du CN à rester après la construction de la cour MacMillian, mais les usines cèdent la place aux magasins à grande surface.
D'Etobicoke North à la gare de Malton, la ligne suit une ligne droite, encore une fois parallèle à un paysage industriel pendant la majeure partie du trajet. Une exception se produit à l'hippodrome de Woodbine, qui jouxte l'extrémité nord de l'emprise. Le travail majeur ici consiste à placer Carlingview Drive dans un passage souterrain sous les voies. C'est ici que certains ont proposé de construire une gare alternative pour desservir à la fois l'hippodrome de Woodbine et l'aéroport Pearson (via un service de navette). Cependant, après être passé sous l'autoroute 427, les voies du train UP Express se rompent et se dirigent vers le sud sur une ligne secondaire jusqu'à la gare construite au sommet de l'aérogare 1.

## Histoire

### Début de trains de banlieue
Le 29 avril 1974, GO Transit a lancé un nouveau service entre Toronto et Georgetown. La ligne Georgetown était la deuxième ligne de trains de banlieue, lancée près de sept ans après la ligne Lakeshore entre Pickering et Oakville. La gare d'Etobicoke North a ouvert ses portes à la fin de 1974, moins d'un an après que GO Transit a commencé à exploiter la ligne Georgetown (aujourd'hui Kitchener). À l'époque, trois trains quittaient la gare de Georgetown le matin et s'arrêtaient aux gares de Brampton, Bramalea, Malton, Etobicoke Norh, Weston et Bloor, avant d'arriver à la gare Union de Toronto, et trois trains sont revenus dans l'après-midi.
La ligne n'a pas connu beaucoup de croissance au début de sa course. Un quatrième train a été ajouté à l'horaire entre 1975 et 1978, mais la ligne restait stable jusqu'en 1990.
Le 29 janvier 2000, GO Transit a ajouté un cinquième aller-retour entre Brmamalea et Union, avec des liaisons en bus vers Georgetown. Le 4 septembre 2001, un nouveau train de l'après-midi entre Union et Brampton a été ajouté. En avril 2002, une révision majeure des horaires a été effectuée, ajoutant des trains de midi entre Union et Bramalea, avec des liaisons en bus vers Brampton et Georgetown.
En septembre 2004, un train de matin en provenance de Georgetown était devenu un train express, ne s'arrêtant qu'à Brampton, Bramalea et Union. Un nouveau train local de Bramalea a été ajouté afin de desservir Malton, Etobicoke North, Weston et Bloor.

### Prolongements et expansion
En 2006, le gouvernement provincial de Dalton McGuinty a établi Metrolinx, une agence provinciale chargée à examiner les moyens développer l'infrastructure de transport en commun dans la grande région de Toronto. En été 2007, selon les recommendations de Metrolinx, le gouvernement McGuinty a proposé Transports-action 2020 (MoveOntario 2020), qui comprenait 52 projets d'infrastructure de transport en commun pour les treize prochaines années. Le prolongement de la ligne Georgetown vers Kitchener faisait partie de ce programme afin de joindre au futur tramway de Waterloo. En 2011, Metrolinx a annoncé que la ligne Georgetown serait prolongée vers Kitchener. Deux trains qui étaient en provenance de Georgetown feraient escale dans une installation d'escale temporaire près des voies ferrées principales de Kitchener. Le prolongement a été réalisé pour seulement 18 millions $, une dépense minimale qui limitait le nombre de trains pouvant desservir ce prolongement.
En avril 2009, Metrolinx a acheté la subdivision Weston du Canadien National entre les gares Union de Toronto et Bramalea à 160 millions $ afin d'améliorer le service sur la ligne. Deux ans plus tard, en 2011, des travaux majeurs ont amorcé sur la subdivision Weston entre Bramalea et Union. Les travaux comprenaient de nouveaux passages souterrains pour Strachan Avenue, Denison Road et Carlingview Avenue, un tunnel traversant l'ancienne ville de Weston, des rénovations de gares et un saut-de-mouton du diamant ente la subdivision Weston et les voies de fret du Canadien Pacifique près de The Junction de Toronto. Ces changements visent à augmenter considérablement la vitesse, la fréquence et la fiabilité de la ligne Georgetown, et sont également liés aux travaux supplémentaires pour construire la navette ferroviaire aéroportuaire Union Pearson Express. Bien que ces changements aient nécessité le remplacement de trains de mi-journée entre Union et Bramalea par des bus, le service de trains de mi-journée serait restauré en vue des Jeux panaméricains de 2015, possiblement offrant un service toutes les heures hors pointe entre Union et Mount Pleasant.
En octobre 2021, Metrolinx a lancé deux trajets quotidiens en semaine, l'un partant de London tôt le matin, et l'autre depuis Toronto en soirée, ce qui constitue un projet pilote pour desservir les villes du sud-ouest de l'Ontario. Le trajet entre London et Toronto prend environ quatre heures.

### Remplacement de la gare
En 2013, lors de la construction de l'Union Pearson Express, Metrolinx a fermé la gare originale d'Etobicoke North du côté sud des voies et a construit un quai et un bâtiment de gare temporaire du côté nord des voies. Il se peut que la gare elle-même ne durera plus longtemps. Metrolinx prévoit d'ajouter un nouveau tunnel sous l'autoroute 401 pour permettre à une ligne à quatre voies de passer plus au nord-ouest, et les quais d'Etobicoke North gênent. La gare actuelle pourrait être remplacé par une nouvelle gare près de l'autoroute 27 et de l'hippodrome de Woodbine, possiblement en coordination avec un projet d'agrandissement majeur du casino. Metrolinx estime que les coûts en capital d'un tel arrêt pourraient varier de 92 millions $ à 117 millions $ et qu'il pourrait desservir 14 700 usagers quotidiens, dont 3 600 seraient nouveaux sur le réseau.

## Service aux voyageurs

### Accueil
La gare d'Etobicoke North n'a pas de personnel. Les passagers peuvent charger une carte Presto sur un distributeur automatique de billets compatible Presto, acheter un billet électronique avec leur téléphone intelligent, et appuyer sur le valideur avec une carte de crédit sans contact ou une carte Presto. La gare est équipée d'une salle d'attente, des toilettes, de Wi-Fi, d'un débarcadère, d'un téléphone payant, des abris de quai chauffés, et d'un stationnement incitatif. Le stationnement incitatif se dote des places de stationnement réservées et d'une aire de covoiturage. L'ensemble de la gare est accessible aux fauteuils roulants.
La carte Presto n'est pas acceptée pour le trajet au-delà de la gare de Kitchener. Les passagers qui prennent un train vers Stratford, St-Marys ou London doivent acheter un billet sur le site web de GO Transit, et valider le billet dans leur téléphone cellulaire.

### Desserte
Les trains de la ligne Kitchener desservent la gare toutes les heures en semaine, sauf les heures de pointe en sens inverse. Aucun service de la ligne Kitchener n'est offert à cette gare en fin de semaine.

### Intermodalité
Les arrêts de bus les plus proches sont à une courte distance au sud sur Kipling Avenue à Belfield Road, desservis par les lignes 45 Kipling et 945 Kipling Express de la Commission de transport de Toronto (TTC). Des escaliers et des rampes d'accès relient la gare et Kipling Avenue, qui passe sous les voies.
Les passagers de GO Transit et d'UP Express qui correspondent au métro, au tramway, ou à l'autobus de la TTC doivent payer le tarif séparément car les tarifs ne sont pas intégrés.